# Бирказанколь
Бирказанколь (Бирказан; каз. Бірқазан) — озеро в Жангалинском районе Западно-Казахстанской области. Относится к бассейну реки Кушум, протекающей через озеро.

## Описание
Озеро Бирказанколь располагается между сёлами Жангала и Копжасар, на высоте минус 0,4 м от уровня моря. Через водоём протекает река Кушум.
Площадь зеркала составляет 4,51 км², длина — 5,7 м, наибольшая ширина — 1,4 м. Длина береговой линии — 13,9 м.
Котловина вытянута с северо-востока на юго-запад. Берега пологие, поросшие луговой растительностью.
Озеро подпитывается в основном за счёт атмосферных осадков и грунтовых вод. Во время весеннего половодья на Кушуме уровень воды существенно повышается. Однако во время засухи водоём может сильно мелеть и даже пересыхать.
Вода очень жёсткая и обладает неприятным привкусом.
Озеро замерзает в ноябре, а очищается ото льда в середине апреля.
Вдоль берега произрастают камыш и тростник. В прибрежных зарослях гнездятся птицы.
В озере обитают сазан, щука, судак, лещ и другие виды рыб.